# Meroscalsis radiata
Meroscalsis radiata — жук подсемейства щитовок из семейства листоедов.

## Распространение
Встречается на островах Ару и Ramoi в Папуа-Новой Гвинеи.